# باري كيبل
باري كيبل (بالإنجليزية: Barry Cable)‏ هو لاعب كرة قدم أسترالية أسترالي، ولد في 22 سبتمبر 1943 في ناروجين في أستراليا.

## وصلات خارجية
- باري كيبل على موقع AustralianFootball.com (الإنجليزية)
- باري كيبل على موقع AFLtables.com (الإنجليزية)
- باري كيبل على موقع قاعة أستراليا للمشاهير الرياضية (الإنجليزية)